# William A. Ashbrook

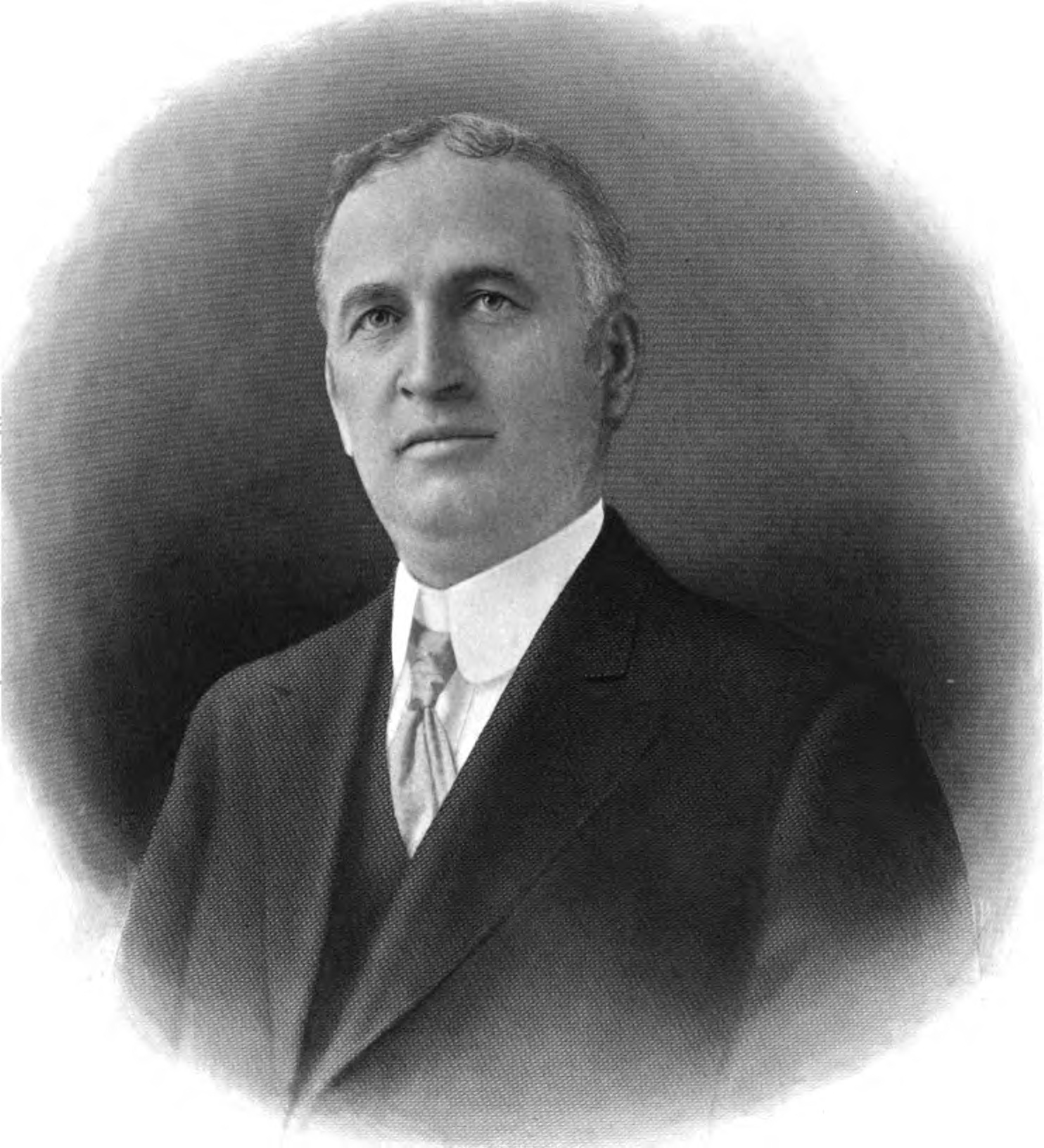
William A. Ashbrook (1913)

William Albert Ashbrook  (* 1. Juli 1867 bei Johnstown, Licking County, Ohio; † 1. Januar 1940 ebenda) war ein US-amerikanischer Politiker. Zwischen 1907 und 1921 sowie nochmals von 1935 bis 1940 vertrat er den Bundesstaat Ohio im US-Repräsentantenhaus.

## Werdegang
William Ashbrook besuchte die öffentlichen Schulen seiner Heimat und danach das Bartlett’s Business College in Lansing (Michigan). Seit 1885 arbeitete er in seiner Heimatstadt Johnstown im Zeitungsgeschäft sowie im Bankgewerbe. Zwischen 1893 und 1897 bekleidete er auch das Amt des dortigen Posthalters. Zwischen 1902 und 1906 war er Sekretär der National Editorial Association. Gleichzeitig schlug er als Mitglied der Demokratischen Partei eine politische Laufbahn ein. In den Jahren 1904 und 1905 saß er als Abgeordneter im Repräsentantenhaus von Ohio.
Bei den Kongresswahlen des Jahres 1906 wurde Ashbrook im 17. Wahlbezirk von Ohio in das US-Repräsentantenhaus in Washington, D.C. gewählt, wo er am 4. März 1907 die Nachfolge von Martin L. Smyser antrat.  Nach sechs Wiederwahlen konnte er bis zum 3. März 1921 sieben Legislaturperioden im Kongress absolvieren. Im Jahr 1913 wurden der 16. und der 17. Verfassungszusatz ratifiziert. Dabei ging es um die bundesweite Einführung der Einkommensteuer und die Direktwahl der US-Senatoren. In seine Zeit im Kongress fiel auch der Erste Weltkrieg. Außerdem wurden in den Jahren 1919 und 1920 der 18. und der 19. Verfassungszusatz ratifiziert. Dabei ging es um das Verbot des Handels mit alkoholischen Getränken bzw. um die bundesweite Einführung des Frauenwahlrechts. Von 1911 bis 1913 war Ashbrook Vorsitzender des Ausschusses zur Kontrolle der Ausgaben des Postministeriums; von 1915 bis 1919 leitete er das Committee on Coinage, Weights, and Measures. Im Jahr 1920 wurde er nicht wiedergewählt.
Nach dem Ende seiner Zeit im US-Repräsentantenhaus betätigte sich William Ashbrook wieder im Zeitungsgeschäft und im Bankgewerbe. Bei den Wahlen des Jahres 1934 wurde er erneut im 17. Distrikt seines Staates in den Kongress gewählt, wo er am 3. Januar 1935 Charles F. West ablöste. Nach zwei Wiederwahlen konnte er bis zu seinem Tod am 1. Januar 1940 im US-Repräsentantenhaus verbleiben. Während dieser Zeit wurden dort viele der New-Deal-Gesetze der Roosevelt-Regierung verabschiedet. 1935 wurden erstmals die Bestimmungen des 20. Verfassungszusatzes angewendet, wonach die Legislaturperiode des Kongresses jeweils am 3. Januar endet bzw. beginnt.
William Ashbrook wurde in seiner Heimatstadt Johnstown beigesetzt. Sein Sohn John (1928–1982) wurde ebenfalls Kongressabgeordneter, gehörte aber den Republikanern an.